# 占有屋
占有屋（せんゆうや）とは、不動産競売物件に居座り続け、落札者に対して膨大な立ち退き料を要求する者。善意の第三者を装う場合や、暴力団等を背景に示威によって行う場合がある。

## 概要
2004年3月以前は、民法第395条で短期賃貸借契約は抵当権が設定された後に締結されても、契約期間中は（抵当権が実行され競売によって第三者に落札されたとしても）引き続き賃借できると定められていた。短期賃貸借契約は急な貸主の変更から店子や賃借人の権利を保護する制度であったが、この制度を占有屋が悪用して不動産競売の執行妨害に利用されていた。契約の実態は無くても一方的に権利を主張し、立ち退き料として金品を要求する事例が絶えなかった。賃借人の居座りについては民事訴訟を起こして裁判所で建物明け渡しを決定することで法的手段を講じて立ち退かせることは可能であったが、占有者を特定する必要があり、民事訴訟の係属中に当該建物の占有者が別の人に移転してしまうと、その判決の効力は新しい占有者には及ばないという法の抜け穴があり、占有屋が複数の人間が入れ替わり占有者となる等して民事訴訟確定後に不動産所有者が把握していない者が占有者となっているという例には対応ができないという問題があった。
不法占有競売物件明渡し請求訴訟で1991年3月22日の最高裁判例では土地と建物の抵当権を持った者は占有者を排除できず所有者に代わって明け渡しを求めることはできないとしていたが、1999年11月24日に最高裁判例が変更されて、土地と建物の抵当権を持った者は占有者を排除して所有者に代わって明け渡しを求めることはできるとされ、占有屋の存在理由が減る要因の一つとなった。また2003年8月には民法第395条が改正され、2004年4月1日から短期賃貸借契約によって引き続き賃借できるとする規定は廃止され、抵当権に対抗できない賃貸借はその期間にかかわらず、抵当権者及び競売における買受人に対抗できないことになり、代わりに6か月間の明渡猶予制度が新設された。また、2004年4月1日に施行された民事保全法第25条の2では占有屋が複数の人間が入れ替わり占有者となる場合に対応するために、強制執行前に債務者を特定することを困難とする特別の事情があるときは、裁判所は、訴訟の相手方とすべき占有者を固定（当事者恒定効）して、その後に他者に占有が移転されても仮処分の執行時点の占有者に対する勝訴判決で強制執行を可能とする占有移転禁止仮処分制度が導入された。これにより占有屋が居座る根拠はなくなった。しかし別の手口による競売妨害や不正が起きることはある。

## 関連事件
- 練馬一家5人殺害事件 - 占有屋に関する事件
  - 理由 (小説) - 上記事件をモチーフとした小説